# Nambali
Nambali è una circoscrizione rurale (rural ward) della Tanzania situata nel distretto di Newala, regione di Mtwara. Conta una popolazione di 6 295 abitanti (censimento 2012).